# Чербу (Арђеш)
Чербу (рум. Cerbu) насеље је у Румунији у округу Арђеш у општини Албота. Oпштина се налази на надморској висини од 309 m.

## Становништво
Према подацима из 2002. године у насељу је живело 724 становника, од којих су сви румунске националности.